# 达米尔·穆劳梅罗维奇
达米尔·穆劳梅罗维奇（1974年9月19日—），克罗地亚男子篮球运动员。他曾代表克罗地亚国家队参加1996年夏季奥林匹克运动会篮球比赛，获得第7名。